# دهنه کناک
دهنه کناک (به لاتین: Dahan-e Kanak) یک منطقهٔ مسکونی در افغانستان است که در ولایت بامیان واقع شده‌است.